# Marius Reck
Marius Reck (* 12. Februar 1997 in Wangen im Allgäu) ist ein deutscher Freestyle-Skier.
Reck vom TSV Niederstaufen kam im Jahr 2015 zum Freestyle und startete anfangs ausschließlich im Slopestyle. In dieser Disziplin feierte er verschiedene Erfolge, so etwa einen 4. Platz bei den deutschen Meisterschaften 2018 und einen 2. und 3. Platz bei einem FIS im Kleinwalsertal 2019. Im März 2017 nahm er erstmals bei einem Halfpipe Wettkampf teil, wo er lediglich den 17. Platz belegte. Doch schon im darauffolgenden Herbst wurde er 6. Und 8. Platz bei zwei Europacups in Kaprun. Von dort an wechselte er zu seiner heutigen Hauptdisziplin Halfpipe. In welcher er seinen erstmaligen Start bei einem Weltcup im Dezember 2018 in Secret Garden, China hatte. Bei diesem Debüt erzielte er den 19. Platz. Weitere Weltcup-, Europacup-, North-American-Cup- und Australian-New-Zealand-Cup-Starts folgten.
Zu seinen bisherigen größten Erfolgen zählen unter anderem zwei Deutsche Meistertitel 2018 und 2019 sowie ein Europacup Platz 6 Gesamtergebnis, 2020.